# 弗洛雅格
弗洛雅格（法語：Flaujagues，法語發音：[floʒaɡ]）是法国吉伦特省的一个市镇，属于利布尔讷区。

## 地理
弗洛雅格（44°49'39"N, 0°2'11"E）面积7.8 平方千米，位于法国新阿基坦大区吉倫特省，该省份为法国西南部沿海省份，是法國本土面积最大的省，北起滨海夏朗德省，西临大西洋，南至朗德省，东南接洛特-加龍省，东临多爾多涅省。
与弗洛雅格接壤的市镇（或旧市镇、城区）包括：拉莫特蒙特拉韦勒、瑞亚克、穆列茨和维勒马丹、圣拉德贡德。

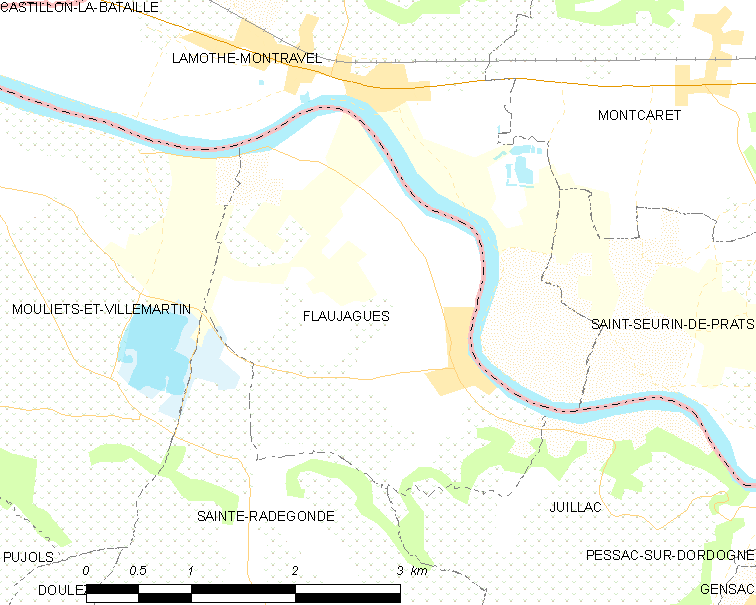
弗洛雅格的OSM定位图

弗洛雅格的时区为UTC+01:00、UTC+02:00（夏令时）。

## 行政
弗洛雅格的邮政编码为33350，INSEE市镇编码为33168。

## 政治
弗洛雅格所属的省级选区为多尔多涅山丘县。

## 人口

1962-2008年间弗洛雅格人口变化图示

弗洛雅格于2022年1月1日时的人口数量为598人。